# Marcel Schwehr
Marcel Schwehr (* 4. Dezember 1966 in Endingen am Kaiserstuhl) ist ein deutscher Politiker (CDU) und war von 2006 bis 2016 Mitglied des Landtags von Baden-Württemberg.

## Leben und Beruf
Marcel Schwehr besuchte die Grundschule und Realschule mit dem Abschluss Mittlere Reife seinem Geburtsort Endingen. Von 1983 bis 1986 folgte dort eine Ausbildung zum Drucker bei der Firma Wild. Nach einer Lehre als Drucker arbeitete Schwehr bis 1989 im erlernten Beruf bei der Druckerei Kniebühler.  Anschließend absolvierte eine weitere Ausbildung zum Industriekaufmann beim Verlag Stückle.
1992 war er für ein dreiviertel Jahr Mitarbeiter des damaligen MdB Rainer Haungs und war anschließend in verschiedenen Positionen in der Kreditwirtschaft tätig. Von 1999 bis 2001 folgte eine weitere Ausbildung zum Finanzierungs- und Bausparberater bei der Sparkassenakademie. Er ist seit 1999 als Bezirksleiter der Sparkasse bei der Landesbausparkasse (LBS) Baden-Württemberg tätig.
Er ist verheiratet und hat zwei Kinder.

## Politik
Marcel Schwehr wurde 1982 Mitglied in der Jungen Union sowie der Mutterpartei CDU und gehört dem Kreisverband Emmendingen an. Innerhalb der Partei ist er Mitglied der Mittelstandsvereinigung der CDU.
In der Jungen Union war er von 1983 bis 1990 Vorsitzender in Endingen/Nördlicher Kaiserstuhl und von 1987 bis 1990 Kreisvorsitzender in Emmendingen. Von 1989 bis 2005 war er für die CDU Vorsitzender in Endingen und seit 1993 stellvertretender Kreisvorsitzender. In Endingen sitzt er zudem seit 1989 im Gemeinderat der Stadt und ist seit 1999 Fraktionsvorsitzender seiner Partei. 1994 wurde er Mitglied des Kreistags und der Verbandsversammlung Südlicher Oberrhein.
Schwehr wurde bei der Landtagswahl 2006 über ein Direktmandat im Wahlkreis Emmendingen in den Landtag von Baden-Württemberg gewählt. Dort saß er für seine Fraktion von 2006 bis 2011 im Wirtschaftsausschuss und im Petitionsausschuss. Bei der Landtagswahl 2011 konnte er sein Direktmandat verteidigen. Bei der Landtagswahl 2016 verlor er das Direktmandat jedoch an Alexander Schoch von den Grünen; da sein prozentuales Ergebnis ebenso bei der Zweitauszählung unter denen der meisten übrigen baden-württembergischen CDU-Wahlkreiskandidaten lag, verfehlte er den erneuten Einzug in den Landtag.